# Fresnay-en-Retz
Fresnay-en-Retz is een plaats en voormalige gemeente in Frankrijk in het departement Loire-Atlantique in de regio Pays de la Loire en telt 1017 inwoners (2005). De plaats maakt deel uit van het arrondissement Saint-Nazaire.

## Geschiedenis
De gemeente fuseerde op 1 januari 2016 met Bourgneuf-en-Retz tot de commune nouvelle Villeneuve-en-Retz.

## Geografie
De oppervlakte van Fresnay-en-Retz bedraagt 20,7 km², de bevolkingsdichtheid is 49,1 inwoners per km².
De onderstaande kaart toont de ligging van Fresnay-en-Retz met de belangrijkste infrastructuur en aangrenzende gemeenten.

## Demografie
Onderstaande figuur toont het verloop van het inwonertal.